# Lionel Rogg
Lionel Rogg (* 21. April 1936 in Genf) ist ein Schweizer Organist, Komponist und Hochschullehrer.

## Ausbildung und Leben
Rogg studierte Orgelspiel bei Pierre Segond und Klavier bei Nikita Magaloff am Conservatoire de musique de Genève. Er konzertierte weltweit insbesondere mit den Werken von Johann Sebastian Bach, dessen gesamte Orgelwerke er dreifach auf Tonträgern einspielte. Rogg spielte u. a. auch das komplette Orgelwerk Dietrich Buxtehudes auf Schallplatte ein. Er lehrte bis zum Jahr 2001 am Konservatorium in Genf und unterrichtet als Professor für künstlerisches Orgelspiel und Improvisation an der Royal Academy of Music in London. 1989 wurde er von der Universität Genf mit dem Doktor honoris causa ausgezeichnet. Der Musiker Olivier Rogg ist sein Sohn.

## Orgelwerke
- Partita sopra „Nun freut euch“ (1976)
- Variations sur le Psaume 91 (1983)
- Introduction, Ricercare, Toccata (1985)
- Elégie (1985)
- Contrepointes pour les pédales (1986)
- Deux Etudes (1986): Le Canon improbable; Tètracordes;
- Monodies (1986)
- Six Versets sur le Psaume 92 (1986–87)
- Tons sur Tons (1988)
- Toccata ritmica (1988–89)
- Hommage à Messiaen (1990)
- Arcature (Apparition, Evocation, Finale) (1994)
- La Femme et le Dragon (1995)
- Livre d’orgue (1996) (Suite pour l’orgue français)
- Lux aeterna (1996)
- Hommage à Takemitsu (Les Quatre Eléments) (1997)
- Toccata capricciosa (1999)
- Hommage à Maurice Duruflé (1999)
- Méditation sur B.A.C.H. (2000)
- Chaconne (2001)
- Fandango
- Kaléidoscope
- Variations sur « Ah! Vous dirai-je, Maman »

## Werke für Orgel und weitere Instrumente
- Elégie pour violon et orgue (1985)
- Recitativo pour synthés et orgue (1988)
- Pièce pour Hautbois et orgue (1991)
- „Incantations“, orgue et percussion (1993)
- „Laudes creaturarum“ pour Soprano et orgue (2001)
- „Laudes organi“ pour soprano solo, choeur et orgue (2000)
- Zwei Marien-Lieder pour soprano et orgue (1956)

## Werke für Orgel und Orchester
- Concerto pour orgue et orchestre (1991)  (Uraufführung am 14. Februar 1993 in Genf)
- Concertino pour orgue et orchestre de chambre (1965)

## Transkriptionen für Orgel
- F. Liszt: St-François de Paule marchant sur les flots
- J. Brahms: Variations sur un thème de Haydn
- Anton Bruckner: Huitième symphonie
- F.Liszt: Funérailles Ed. H.Lemoine
- J.Brahms: Final de la 4ème Symphonie (Chaconne)